# Eparchia Wielkiej Brytanii
Eparchia Wielkiej Brytanii – eparchia syromalabrska z siedzibą w Preston, obejmująca swoim zasięgiem całą Wielką Brytanię. Została erygowana 28 lipca 2016 roku, co czyni ją najmłodszą ze wszystkich katolickich diecezji i eparchii w Zjednoczonym Królestwie. Stanowi jedną z dwóch eparchii katolickich kościołów Wschodu z siedzibą na terenie tego kraju. 